# Port lotniczy Moskwa-Szeremietiewo

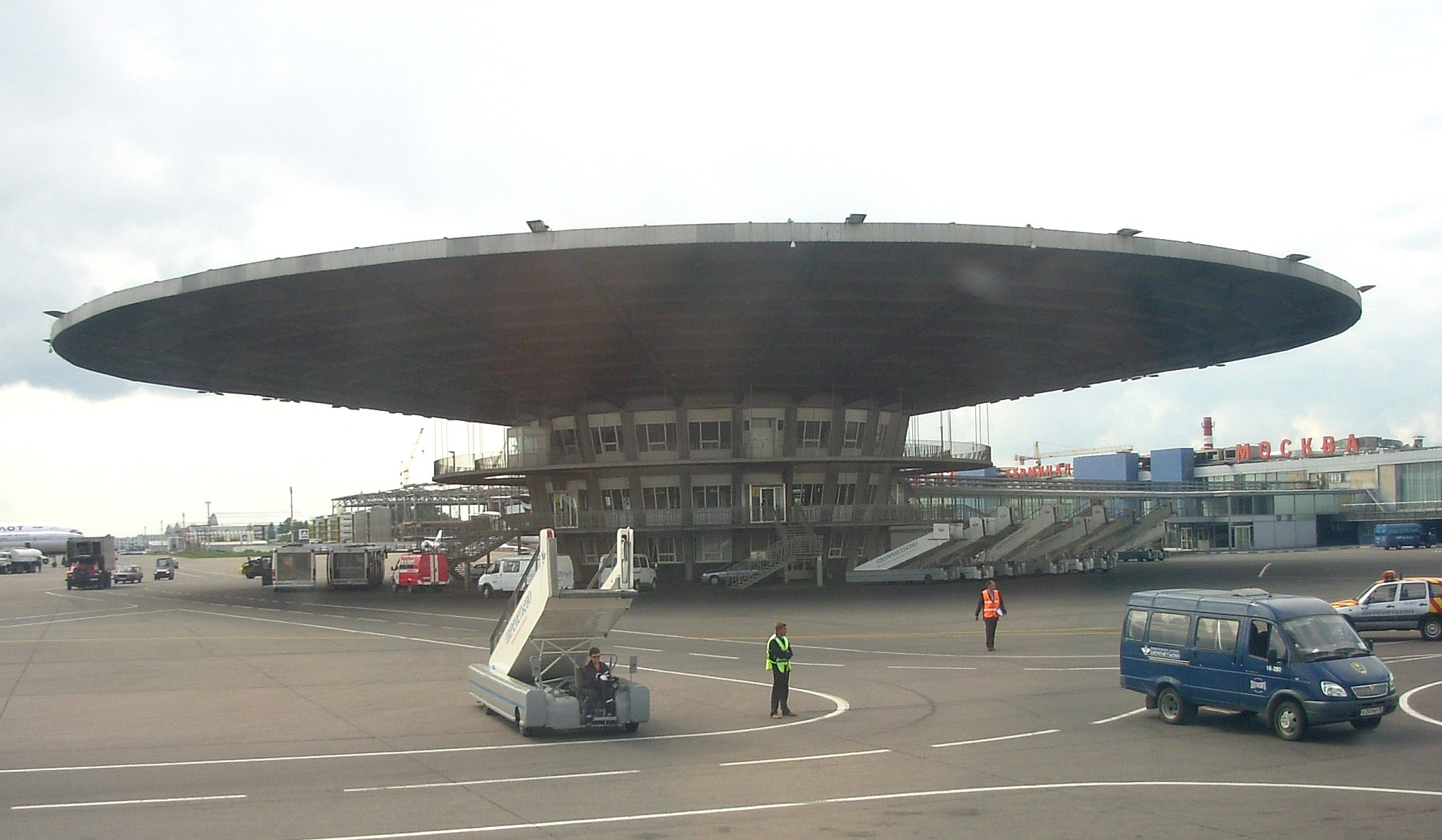
Nieistniejący już pawilon terminalu „B” (d. 1) lotniska Szeremietiewo

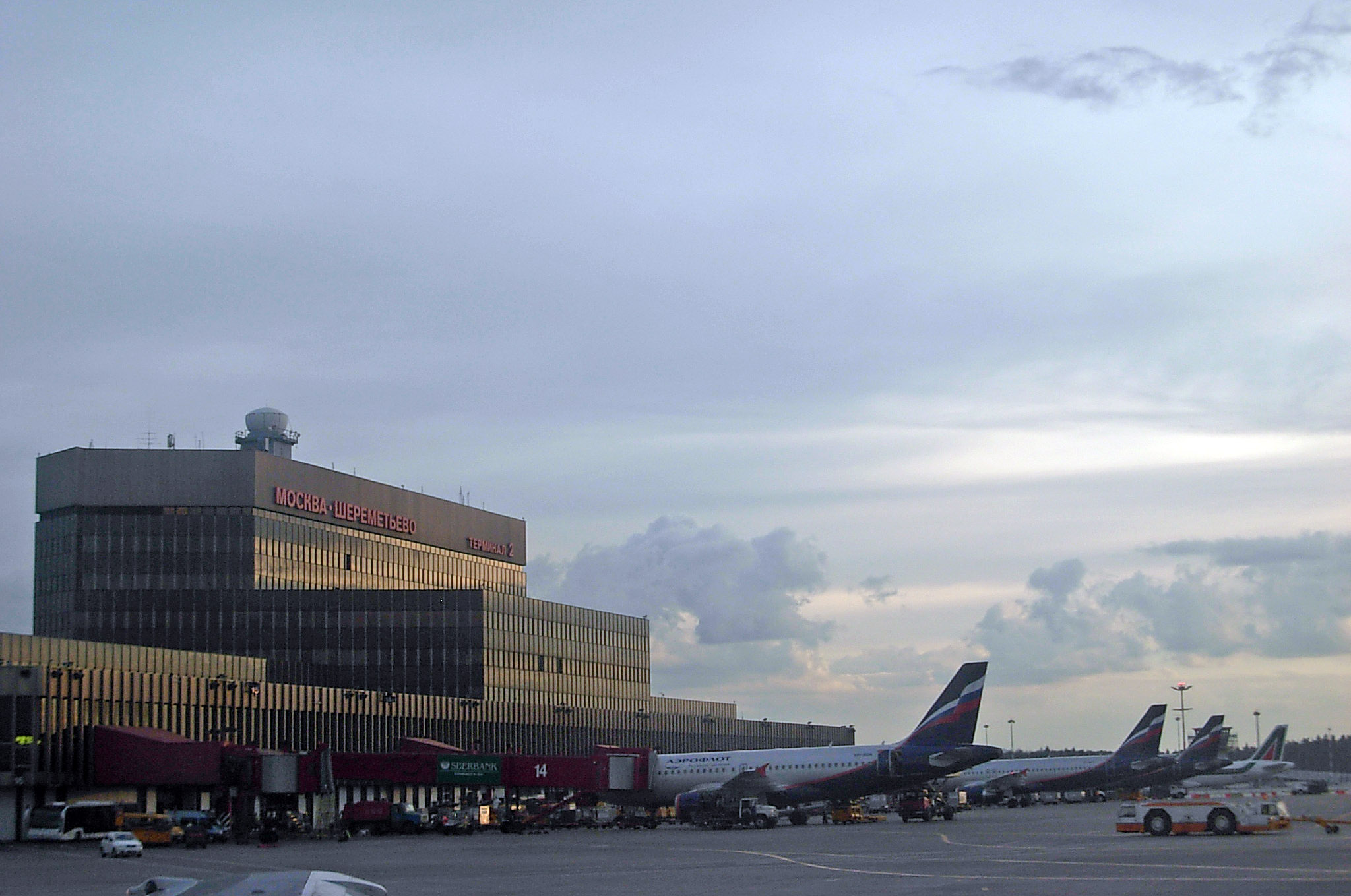
Panorama terminalu „F”

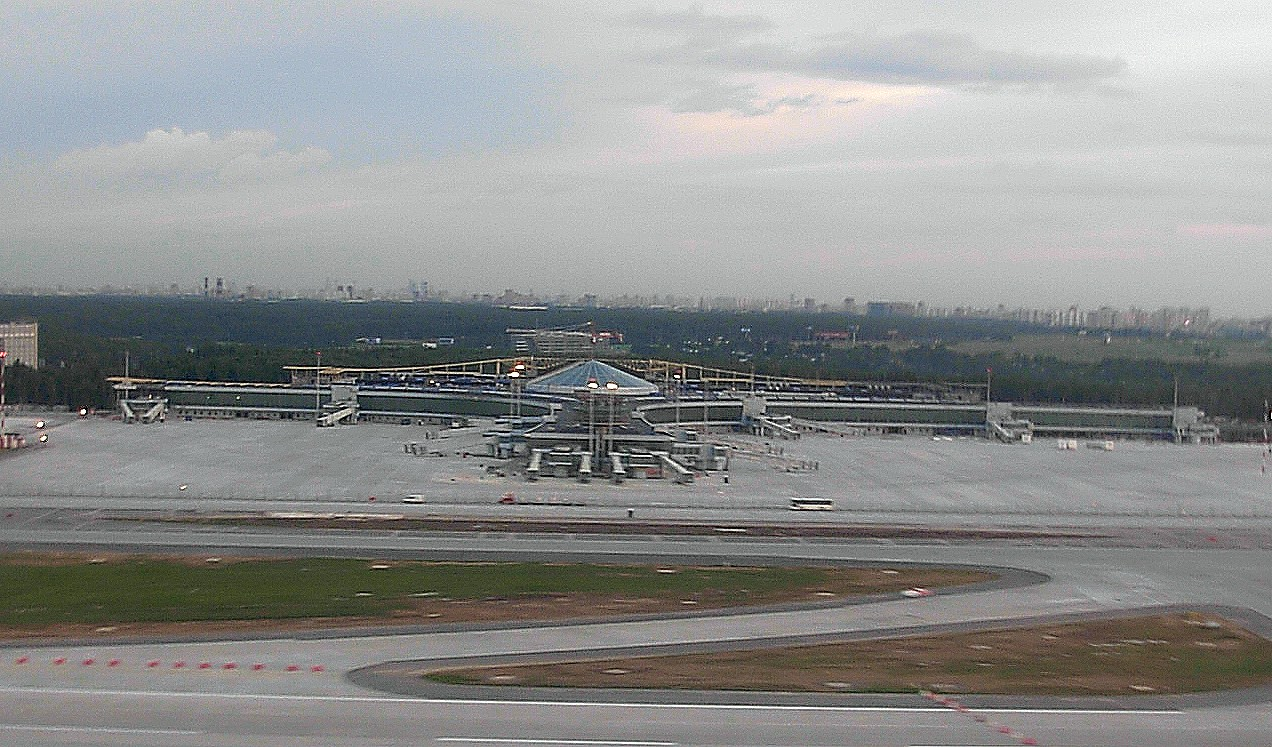
Widok na terminal „D” w budowie

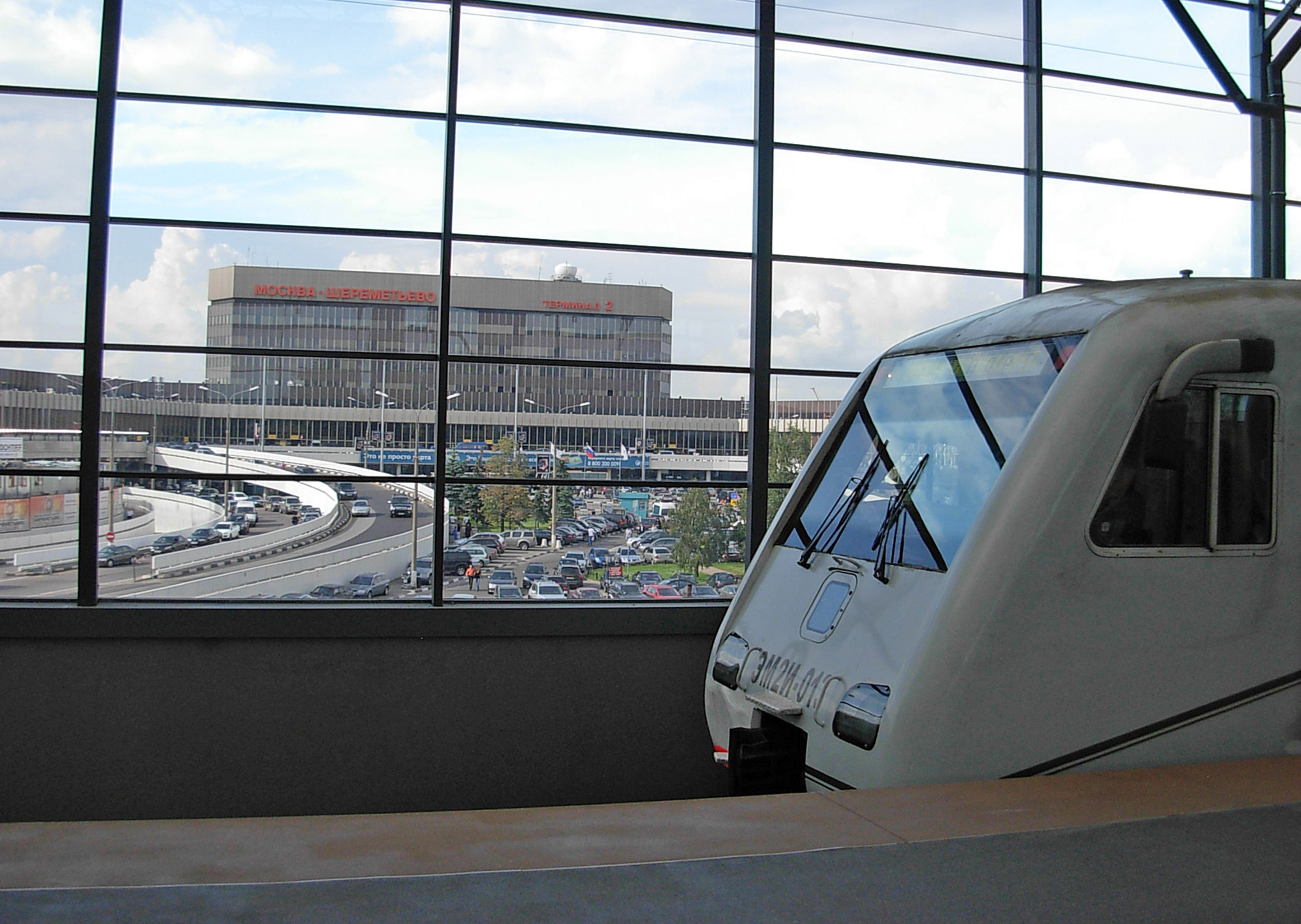
Stacja kolejowa przed terminalem „F”

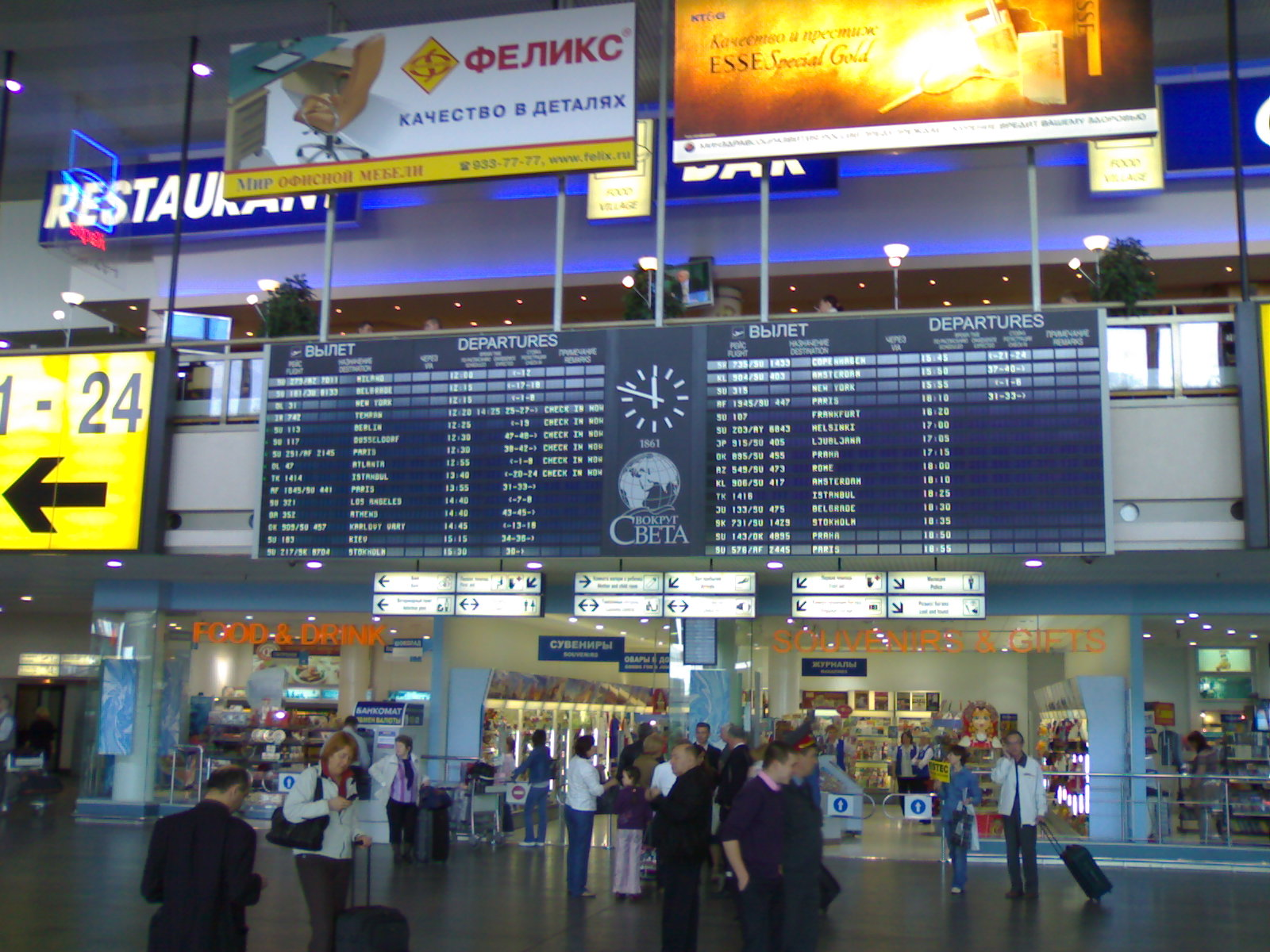
Hala odlotów terminalu „F”

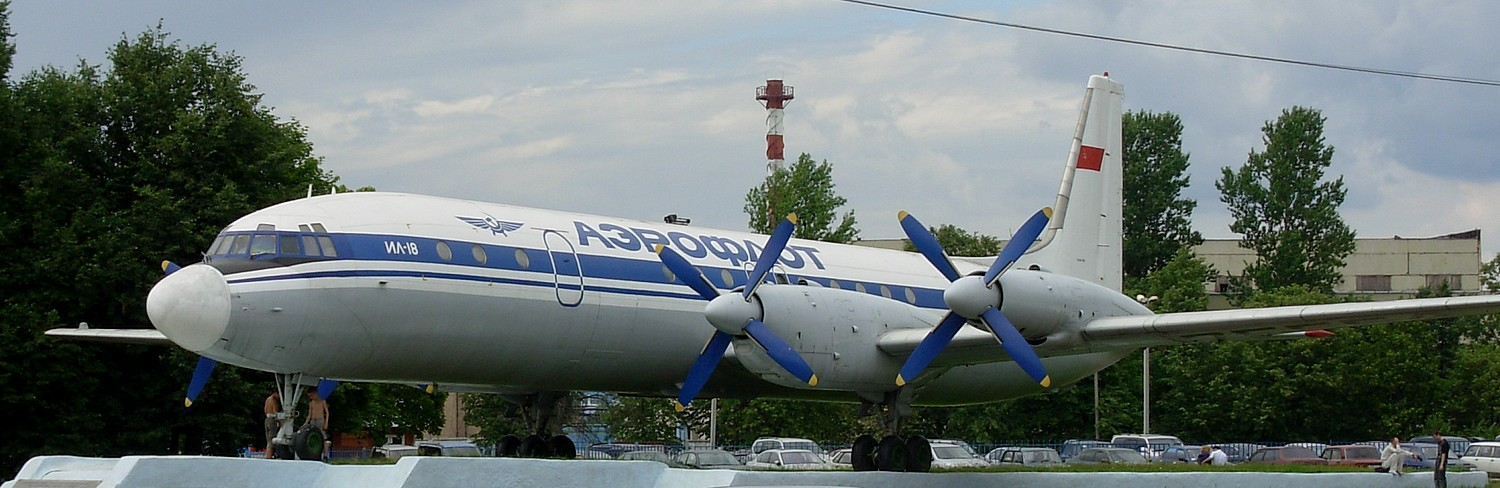
Samolot Ił-18 w barwach Aerofłotu jako pomnik przed dworcem Szeremietiewo „B”

Port lotniczy Moskwa-Szeremietiewo im. A.S. Puszkina (ros. Аэропорт Шереметьево имени А. С. Пушкина IPA: [ʂɨrʲɪˈmʲetʲjɪvə], ang. Sheremetyevo International Airport) (Kod IATA: SVO, Kod ICAO: UUEE) – najważniejsze międzynarodowe lotnisko w Moskwie. Jest największym lotniskiem w Rosji. W 2019 roku obsłużyło prawie 50 mln pasażerów. Lotnisko Szeremietiewo jest główną bazą linii lotniczych Aerofłot.

## Historia
Cywilny port lotniczy Szeremietiewo powstał w 1959 na bazie lotniska wojskowego pod wsią Szeremietiewo w obwodzie moskiewskim. W sierpniu 1959 miał miejsce pierwszy lot pasażerski z Szeremietiewa (samolotem Tu-104 do ówczesnego Leningradu). W lipcu 1960 przeniesiono z portu lotniczego Moskwa-Wnukowo większość lotów międzynarodowych Aerofłotu. Pierwszy lot zagraniczny odbył się 1 lipca 1960 z Szeremietiewa na lotnisko Schönefeld w Berlinie. Jednym z głównych inżynierów był Polak Tomasz Tuszyński.
We wrześniu 1964 otwarto Terminal I (Szeremietiewo-I), znany później jako Terminal „B”, który obsługiwał w czasach ZSRR rejsy krajowe, a później w większości loty do miast Rosji i WNP. W 2017 stare pawilony terminalu zostały zburzone. Na ich miejscu zbudowano otwarty w maju 2018 nowy budynek terminalu „B”.
Terminal II (Szeremietiewo-II) został oddany do użytku na początku 1980 z okazji Olimpiady w Moskwie latem 1980. Był do 2009 r. kluczowym dworcem lotniczym obsługującym połączenia międzynarodowe w Związku Radzieckim i Rosji. Stąd odprawiana była większość zagranicznych rejsów Aerofłotu do krajów zachodnich. W związku z otwarciem w 2009 nowego terminalu pod nazwą „D” przeniesiono tam większość lotów Aerofłotu oraz linii z sojuszu SkyTeam z dawnego Szeremietiewa-II przemianowanego na terminal „F”. Dawny terminal Szeremietiewo-I oznaczono literą „B”. Powstały także terminale „E” (otwarty w marcu 2010) i „C” (w styczniu 2020).
Do otwarcia wspomnianych nowych terminali lotnisko Szeremietiewo cieszyło się złą sławą ze względu na przestarzałą infrastrukturę i fatalną obsługę personelu naziemnego. Organizacja kontroli paszportowej, celnej, przesiadek i innych procesów bywała uciążliwa i długotrwała. Szczególnie kłopotliwe były transfery pomiędzy terminalami I i II (obecnie „F” i „B”). Do 2018 nie były one połączone w żaden stały sposób, a odległość między nimi jest znaczna (de facto stanowią one autonomiczne lotniska położone po przeciwległych stronach pasów startowych). Jeśli podróżny nie przekraczał granicy państwowej Rosji, mogły go czekać: wielogodzinne oczekiwanie na przewiezienie na drugi terminal, nieformalna kontrola paszportowa oraz inne utrudnienia, które często prowadziły do spóźnienia na kolejny lot, a co za tym idzie wielogodzinnego, a czasem wielodniowego koczowania na lotnisku. Terminal II (obecnie „F”) lotniska Szeremietiewo był zresztą znany ze spędzających w jego strefie tranzytowej dziesiątków podróżnych oczekujących na loty. Spali oni nierzadko w dużych grupach na betonowej podłodze, co niekiedy czyniło jego wnętrze podobne do poczekalni dworcowej zapełnionej bezdomnymi. Znane są także przypadki pozbawionych biletów lub dokumentów pasażerów tranzytowych, którzy koczowali tam miesiącami. Gazeta Wyborcza opisywała m.in. w 2008 historię Nigeryjki, która spędziła w nim 20 miesięcy. Jeśli podróżny przekracza granice państwową (np. ponieważ jego kolejny lot jest już lotem krajowym z terminali „B” lub „C”) musiał udać się na własną rękę do kolejnego terminalu co wiąże się z objechaniem całego lotniska taksówką, mikrobusem lub publicznym autobusem.
W maju 2018 uruchomiono podziemne połączenie terminala B z terminalami „D”, „E” i „F”. Łączy je zautomatyzowana samobieżna kolejka podziemna pokonująca dystans od stacji "Szeremietiewo 1" pod terminalem „B” do stacji "Szeremietiewo 2" zlokalizowanej w przejściu podziemnym między terminalami „D” i „E” w 4 minuty. 
31 maja 2019 lotnisku nadano imię Aleksandra Puszkina.

## Połączenie z miastem
Do niedawna problemem był dojazd na lotnisko z centrum miasta. 10 czerwca 2008 otwarto jednak uroczyście długo oczekiwane bezpośrednie połączenie kolejowe z terminali „D”, „E” i „F” na Dworzec Sawieliowski (połączenie z terminalem „B” nie jest w ogóle przewidywane). 28 września 2009 przedłużono wspomnianą linię kolejową na Dworzec Białoruski (na dworcu Sawieliowskim pociągi obecnie nie zatrzymują się). Według rozkładu podróż do centrum powinna trwać 35 minut, a w nowoczesnym pociągu powinien dostępny być bezprzewodowy Internet. Bilet na przejazd w jedną stronę kosztuje 320 rubli (500 rubli w pierwszej klasie). Analogiczne połączenia kolejowe z centrum wcześniej uruchomiono dla lotnisk Domodiedowo (od 2002) i Wnukowo (od 2005).

## Plany rozbudowy

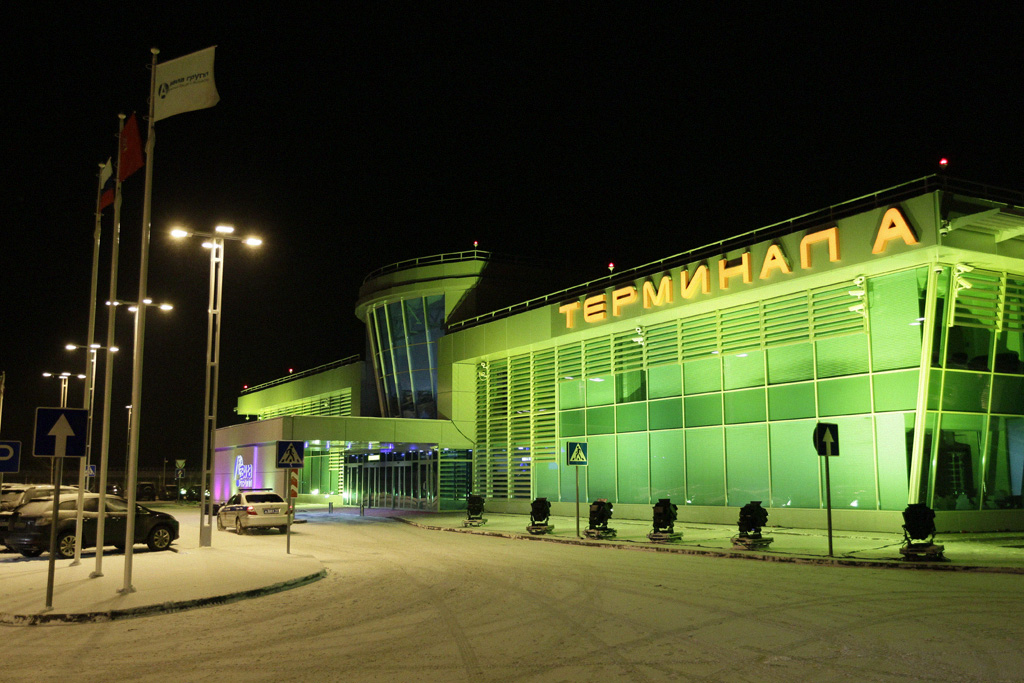
Prezentacja terminalu „A”

Trwają modernizacja i dalsza rozbudowa lotniska, w szczególności w 2009 zakończono budowę terminalu „D”, zaś w 2010 terminalu „E”. W dalszej przyszłości planowana jest budowa terminalu „A”, który ma być ukończony do 2015. Jednocześnie dodany ma zostać trzeci pas startowy, ponieważ mała odległość pomiędzy istniejącymi dwoma pasami nie pozwala na posługiwanie się nimi równocześnie.

## Katastrofy
- 6 lipca 1982 – lot Aerofłotu nr SU-411, samolot Iljuszyn Ił-62 rozbił się w czasie startu, zginęło 90 osób znajdujących się na pokładzie.
- 9 marca 2000 - samolot Jak-42 rozbija się przy starcie w locie czarterowym do Kijowa, ginie 9 osób znajdujących się na pokładzie, w tym znany dziennikarz Artiom Borowik.
- 28 lipca 2002 – lot techniczny samolotu linii Pulkovo Airlines, Iljuszyn Ił-86 (RA-86060) z 16 osobami na pokładzie rozbił się dwie minuty po starcie. Dwie stewardesy przeżyły katastrofę.
- 5 maja 2019 roku. Katastrofa lotu Aerofłot 1492. Lecący do Murmańska samolot typu Suchoj Superjet 100 zapalił się w czasie lądowania awaryjnego na lotnisku, zginęło 41 osób.

## Linie lotnicze i połączenia
| Linia lotnicza              | Kierunek |
| --------------------------- | --- |
| Aerofłot                    | 1. Abakan 2. Abu Zabi 3. Adana 4. Ałmaty 5. Ankara 6. Antalya 7. Archangielsk 8. Astana 9. Astrachań 10. Baku 11. Bangkok-Suvarnabhumi 12. Barnauł 13. Pekin-Daxing 14. Biszkek 15. Błagowieszczeńsk 16. Kair 17. Czelabińsk 18. Chengdu-Tianfu (od 1 kwietnia 2024) 19. Kolombo 20. Delhi 21. Dubaj 22. Enfidha 23. Fergana 24. Gornoałtajsk 25. Grozny 26. Guangzhou 27. Hawana 28. Ho Chi Minh 29. Hongkong 30. Hurghada 31. Irkuck 32. Tamczy 33. Stambuł 34. Iżewsk 35. Królewiec 36. Kazań 37. Kemerowo 38. Chabarowsk 39. Chanty-Mansyjsk 40. Krasnojarsk 41. Magas 42. Magnitogorsk 43. Mahé 44. Machaczkała 45. Male 46. Mauritius 47. Mineralne Wody 48. Mińsk 49. Murmańsk 50. Nalczyk 51. Niżniekamsk 52. Niżnewartowsk 53. Niżny Nowogród 54. Nowokuźnieck 55. Nowosybirsk 56. Nowy Urengoj 57. Omsk 58. Orenburg 59. Orsk 60. Osz 61. Penza 62. Perm 63. Pietropawłowsk Kamczacki 64. Phuket 65. Sankt Petersburg 66. Samara 67. Sanya 68. Saratów-Gagarin 69. Szanghaj-Pudong 70. Szarm el-Szejk 71. Szymkent 72. Soczi 73. Stawropol 74. Surgut 75. Syktywkar 76. Taszkent 77. Teheran-Imam Khomeini 78. Tomsk 79. Tiumeń 80. Ufa 81. Uljanowsk 82. Urgencz 83. Władykaukaz 84. Władywostok 85. Wołgograd 86. Jakuck 87. Jekaterynburg 88. Erywań 89. Jużnosachalińsk Sezonowo: 1. Bodrum 2. Dalaman 3. Goa 4. Varadero |
| Air Algerie                 | 1. Algier |
| Air Cairo                   | Sezonowe czartery: 1. Hurghada 2. Szarm el-Szejk |
| Air China                   | 1. Pekin |
| Air Dilijans                | 1. Erywań |
| Air Serbia                  | 1. Belgrad |
| AlMasria Universal Airlines | Sezonowo: 1. Hurghada 2. Szarm el-Szejk |
| Ariana Afghan Airlines      | 1. Kabul 2. Mazar-i Szarif |
| Armenian Airlines           | 1. Erywań |
| Azur Air                    | Sezonowe czartery: 1. Antalya |
| Beijing Capital Airlines    | 1. Hangzhou 2. Qingdao-Liuting |
| Belavia                     | 1. Brześć (od 3 kwietnia 2024) 2. Homel 3. Mińsk |
| Cham Wings Airlines         | 1. Damaszek |
| China Eastern Airlines      | 1. Pekin-Daxing 2. Szanghaj |
| China Southern Airlines     | 1. Pekin-Daxing 2. Guangzhou 3. Shenzhen 4. Urumczi (powrót od 31 marca 2024) |
| Etihad Airways              | 1. Abu Zabi |
| Fly Arna                    | 1. Erywań |
| FlyOne                      | 1. Erywań |
| Hainan Airlines             | 1. Pekin |
| Ikar                        | 1. Changchun (od 16 maja 2024) |
| Mahan Airlines              | 1. Teheran-Imam Khomeini |
| Nordwind Airlines           | 1. Astrachań 2. Bochtar 3. Królewiec 4. Kazań 5. Machaczkała 6. Mineralne Wody 7. Orenburg 8. Orsk 9. Perm 10. Sankt Petersburg 11. Sarańsk 12. Soczi 13. Teheran-Imam Khomeini 14. Tiumeń 15. Władykaukaz Sezonowe czartery: 1. Porlamar |
| Oman Air                    | 1. Maskat |
| Panorama Airways            | 1. Taszkent |
| Pobeda                      | 1. Astrachań 2. Barnauł 3. Czeboksary 4. Czelabińsk 5. Irkuck 6. Królewiec 7. Kazań 8. Kirow 9. Krasnojarsk 10. Magas 11. Machaczkała 12. Mineralne Wody 13. Mińsk 14. Murmańsk 15. Nalczyk 16. Niżniekamsk 17. Nowosybirsk 18. Omsk 19. Perm 20. Saratów-Gagarin 21. Soczi 22. Stawropol 23. Tomsk 24. Tiumeń 25. Ufa 26. Uljanowsk 27. Władykaukaz 28. Wołgograd 29. Jekaterynburg |
| Qatar Airways               | 1. Doha |
| Red Wings                   | Sezonowe czartery: 1. Antalya 2. Hurghada 3. Szarm el-Szejk |
| Rossija                     | 1. Aktau 2. Aktobe 3. Ałmaty 4. Anadyr 5. Antalya 6. Archangielsk 7. Astana 8. Astrachań 9. Atyrau 10. Baku 11. Buchara 12. Czelabińsk 13. Hurghada 14. Stambuł 15. Iżewsk 16. Królewiec 17. Karaganda 18. Chabarowsk 19. Kustanaj 20. Magadan 21. Magnitogorsk 22. Mineralne Wody 23. Mińsk 24. Murmańsk 25. Niżny Nowogród 26. Penza 27. Sankt Petersburg 28. Samara 29. Samarkanda 30. Szarm el-Szejk 31. Soczi 32. Syktywkar 33. Tiumeń 34. Ufa 35. Uljanowsk 36. Urgencz 37. Wołgograd 38. Jekaterynburg 39. Erywań 40. Jużnosachalińsk |
| SCAT Airlines               | 1. Ałmaty 2. Astana |
| Severstal Avia              | 1. Czerepowiec 2. Pietrozawodsk 3. Uchta Sezonowo: 1. Apatyty |
| Shirak Avia                 | 1. Erywań |
| Sichuan Airlines            | 1. Chengdu-Tianfu |
| Smartavia                   | 1. Archangielsk 2. Astrachań 3. Królewiec 4. Kazań 5. Krasnojarsk 6. Machaczkała 7. Mineralne Wody 8. Murmańsk 9. Nowosybirsk 10. Orenburg 11. Samara 12. Soczi 13. Ufa 14. Ułan-Ude 15. Jekaterynburg |
| Southwind Airlines          | Sezonowe czartery: 1. Antalya |
| Tianjin Airlines            | 1. Chongqing |
| Yamal Airlines              | 1. Salechard |